# Filottrano
Filottrano (im lokalen Dialekt: Filottrà) ist eine italienische Gemeinde (comune) mit 8855 Einwohnern (Stand 31. Dezember 2023) in der Provinz Ancona in den Marken. Die Gemeinde liegt etwa 25 Kilometer südwestlich von Ancona und grenzt unmittelbar an die Provinz Macerata.

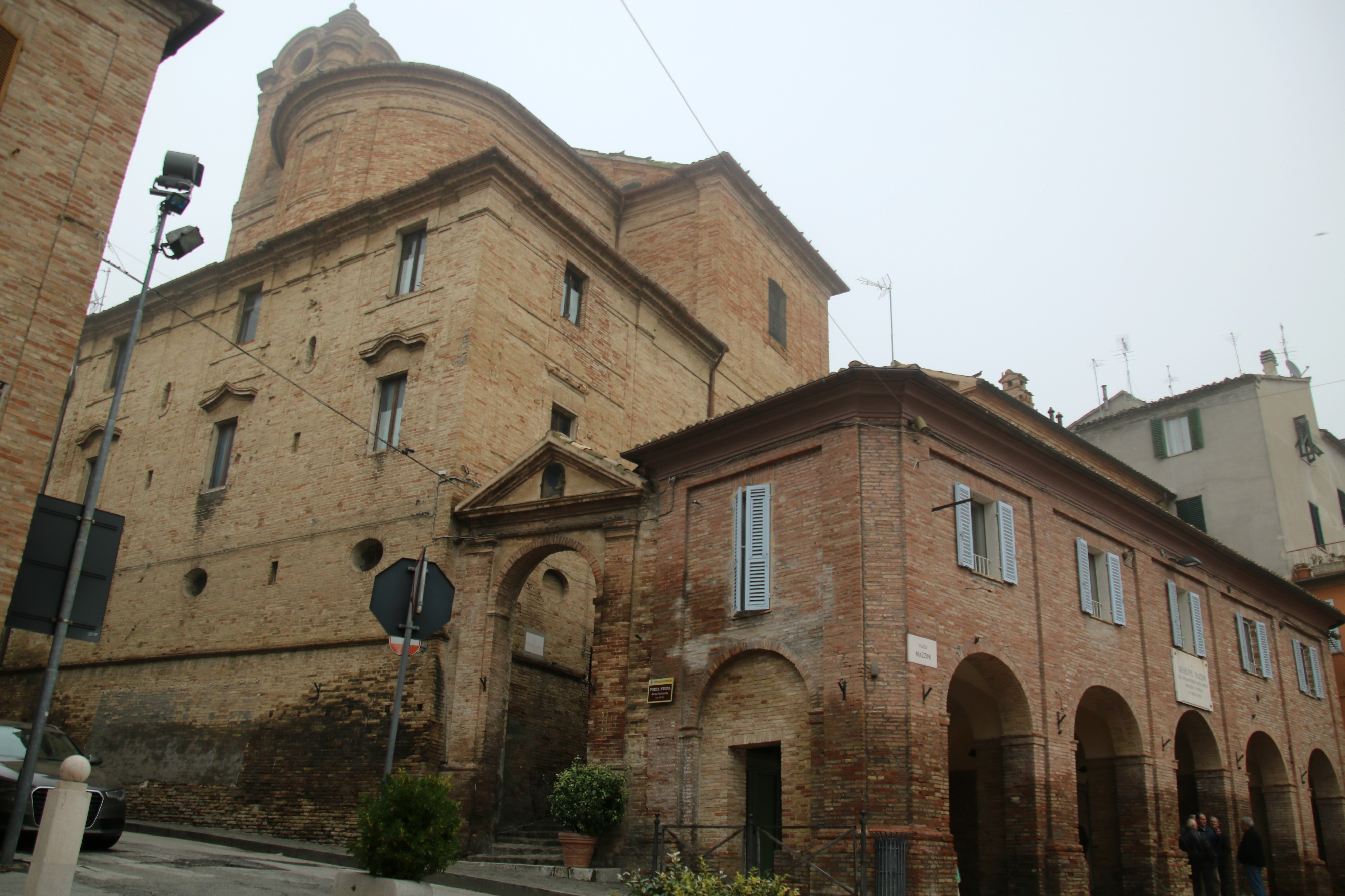
In der Altstadt

## Gemeindepartnerschaften
- Filottrano unterhält eine Partnerschaft mit der baden-württembergischen Stadt Kuppenheim (Deutschland).

## Persönlichkeiten
- Giovanni Carestini (1700–1760), Sänger (Kastrat)
- Giacomo Beltrami (1779–1855), Forschungsreisender
- Michele Scarponi (1979–2017), Radrennfahrer